# Piazza di Monte Citorio
La plaça de Montecitorio (en italià, Piazza di Monte Citorio o Piazza Montecitorio) és una plaça de Roma (Itàlia). Rep el seu nom del Mont Citorio, un dels turons de Roma menors. Queda a l'est de la plaça Colonna i a uns 250 metres al nord del Panteó d'Agripa. La plaça conté un obelisc egipci de granit vermell de Psamètic II (595 - 589 aC) d'Heliòpolis. El va portar a Roma amb l'obelisc Flaminio l'any 10 aC l'emperador romà August per a ser usat com gnòmon del rellotge de sol d'August. Mesura 21,79 metres d'alt (33,7 si s'inclou la base i el globus). El Palazzo Montecitorio també dona sobre la plaça. La base de la columna d'Antoní Pius va ser aquí en el passat.